# Rollback Rx
Rollback Rx (oftast skrivet RollBack Rx) är ett återställningsprogram liknande Windows XP:s "Systemåterställning" Istället för att, som i Windows XP, endast vissa delar av systemet återställs tar Rollback Rx en bild (snapshot) av hela systemdisken. Detta betyder att alla filer i systemet återställs till ett tidigare stadium. Programmet fungerar så att man har en grundbild av systemet (alla partitioner på systemdisken). Alla ändringar som görs indexeras av Rollback Rx i en dold del av hårddisken. Detta index tar endast 0.07% av disken i anspråk. Man kan ta upp till 30 000 bilder i PRO-versionen. En bild tar ungefär 10 sekunder att göra.